# Preventivlagen

Nativiteten i Sverige 1870–1945. Preventivlagen antogs 1910/12 och upphävdes 1938.

Preventivlagen eller Lex Hinke eller Lex Thyrén kallades en svensk lag som gällde åren 1911–1938. Den var ett tillägg till 18 kap. 13 § Strafflagen och § 3 13:o i tryckfrihetsförordningen, som på K.M:ts förslag antogs vid 1910 års riksdag. Genom preventivlagen straffbelades spridandet av bruk eller kännedom om preventivmedel bland allmänheten. Förbudet gällde fram till 1937–1938 då det blev lagligt att använda, upplysa om och sälja preventivmedel.
Genom preventivlagen ville man framför allt motverka den minskning i nativiteten som preventivmedel ansågs leda till. Betänkligheter mot preventivmedel grundade sig också på att de användes för att förekomma följderna av ett lättsinnigt och njutningslystet levnadssätt, att de försvagar motiven mot ett sådant levnadssätt och därigenom befordrar sedeslösheten genom att de minskar risken för oönskade barn och venerisk smitta samt även att de motverkar äktenskapsfrekvensen då de gynnar lösa förbindelser.
Efter lagändringar 1910 och 1911 fick 18 kapitlet 13 § strafflagen följande lydelse:
Sprider någon ut eller håller till salu eller utbjuder skrift, målning, teckning eller bild, som tukt och sedlighet sårar; straffes med böter eller fängelse. Lag samma vare, om man genom annan gärning sårar tukt och sedlighet, så att allmän förargelse eller fara för andras förförelse därav kommer.

Där någon offentligen utställer eller förevisar föremål, som är avsett för otuktigt bruk eller till att förebygga följder av könsumgänge; eller i skrift, som han ut sprider, eller eljest genom tillkännagivande för allmänheten till salu utbjuder eller själv eller genom annan till försäljning kringför dylika föremål; eller under sådana förhållanden, att allmän fara för andras förförelse därav kommer, vare sig muntligen eller genom utspridande av skrift söker förleda till användande av föremål, som nu sagts, eller meddelar anvisning om sättet för deras användande; varde, ändå att gärningen ej är sådan, som i 1 mom. sägs, dömd efter ty där stadgas.–1864 års strafflag
Genom en 1912 antagen ändring av 1812 års tryckfrihetsförordning fick förordningens 3 § 13:o en med strafflagens stadgande överensstämmande lydelse:
Framställning, som sårar tukt och sedlighet; utbjudande till salu av föremål, som är avsett för otuktigt bruk eller till att förebygga följder av könsumgänge; samt, under sådana förhållanden att allmän fara för andras förförelse därav kommer, försök att förleda till användande av föremål, som nu sagts, och meddelande av anvisning om sättet för deras användande; brottet skall straffas enligt allmän lag, och skriften konfiskeras.–1812 års tryckfrihetsförordning
Dessa stadganden sammantagna kallades ”preventivlagen” eller ”Lex Hinke” efter Hinke Bergegren eller ”Lex Thyrén” efter lagens upphovsman Johan Thyrén.
Stadgandet framkallades delvis av Hinke Bergegrens föredrag Kärlek utan barn där han förespråkade preventivmedelsanvändning.